# カップタイド
カップタイド（英語: cup-tied）は主にサッカーで使われる用語で、ノックアウト方式の大会において、大会中にクラブを移籍したために、その選手が出場資格を失っていることを意味する。
事実上全ての国内大会と国際大会では、大会のどの段階であれ、あるクラブで一度出場した選手は、その大会のそのシーズンの以後の全試合においてそのクラブに対して「ひも付き（tied）」になる。これは、早い段階で敗退したチームから優秀な選手を獲得することで強豪チームが有利になることを防止するためのものである。移籍させたい選手がいる場合には、意図的にその選手を大会の登録選手名簿から外してカップタイドでない状態にしておくことで、その選手の移籍しやすさを保ちつつ、チームとしては大会に参加することができる。同様に、ほとんど行われないことだが、そのシーズン中の移籍を阻止するために、ある選手を意図的にカップタイドにすることもできる。ただし、これで国外への移籍を制限することにはほとんどならない。国外への移籍で問題となるのは両チームが同じ国際大会に参加している場合に限られるからである。